# Friona fensa
Friona fensa är en stekelart som först beskrevs av Tosquinet 1903.  Friona fensa ingår i släktet Friona och familjen brokparasitsteklar. Inga underarter finns listade i Catalogue of Life.